# Kamil Wilczek
Kamil Wilczek (Wodzisław Śląski, 14 gennaio 1988) è un ex calciatore polacco, di ruolo attaccante.

## Caratteristiche tecniche
Gioca come centravanti, che predilige svariare su tutto il fronte d'attacco, mancino di piede e dal fisico longilineo è abile soprattutto nel gioco aereo, si dimostra anche un buon finalizzatore.

## Carriera

### Club
Cresciuto calcisticamente nelle giovanili del Silesia Lubomia, ovvero la squadra della sua città natale; Si trasferisce in Spagna nell'estate 2006 militando nelle serie minori spagnole, con le giovanili dell'UD Horadada, squadra spagnola della Tercera División. Nel gennaio 2007 si trasferisce all'Elche Ilicitano, squadra riserve del più noto Elche. Fa poi ritorno in patria nel settembre 2007, giocando per molti anni nella massima serie polacca con le seguenti casacche, GKS Jastrzębie, Piast e Zagłębie Lubin. Nella stagione 2014-2015 si aggiudica il titolo di capocannoniere dell'Ekstraklasa segnando 20 reti, con la maglia del Piast Gliwice.

#### Carpi
Nell'estate 2015, passa a parametro zero alla neopromossa Carpi nella massima serie Serie A, firmando un contratto triennale fino al 30 giugno 2018. Esordisce in serie A il 23 agosto nella partita persa in casa della Sampdoria per 5-2. La sua esperienza al Carpi dura appena sei mesi con soole tre apparizioni in campionato.

#### Brøndby
Il 22 gennaio 2016 durante il mercato invernale, viene ceduto a titolo definitivo ai danesi del Brøndby dove firma un contratto triennale, fino al giugno 2019. In 5 stagioni nel campionato danese mette a segno più di 70 reti in oltre 120 presenze.

#### Göztepe
Il 23 gennaio 2020 viene ceduto ai turchi del Göztepe per la cifra esatta di 1.070.000 Euro.

#### Copenaghen
Il 6 agosto 2020 viene ceduto al Copenaghen.

### Nazionale
Compie la trafila delle selezioni nazionali giovanili polacche. Nell'ottobre 2015 viene chiamato per la prima volta dal CT. Adam Nawałka nella nazionale maggiore, tuttavia senza mai scendere in campo. L'11 ottobre 2016 debutta ufficialmente in nazionale sostituendo al 85°esimo Łukasz Teodorczyk, in una partita valida per le qualificazioni al Mondiale 2018, vinta per 2-1 in casa contro l'Armenia.

## Statistiche

### Presenze e reti nei club
Statistiche aggiornate al 18 maggio 2018.
| Stagione              | Squadra               | Campionato            | Campionato | Campionato | Coppe nazionali | Coppe nazionali | Coppe nazionali | Coppe continentali | Coppe continentali | Coppe continentali | Altre coppe | Altre coppe | Altre coppe | Totale | Totale |
| Stagione              | Squadra               | Comp                  | Pres       | Reti       | Comp            | Pres            | Reti            | Comp               | Pres               | Reti               | Comp        | Pres        | Reti        | Pres   | Reti   |
| --------------------- | --------------------- | --------------------- | ---------- | ---------- | --------------- | --------------- | --------------- | ------------------ | ------------------ | ------------------ | ----------- | ----------- | ----------- | ------ | ------ |
| 2007-2008             | GKS Jastrzębie        | I                     | 22         | 3          | CP              | 0               | 0               | -                  | -                  | -                  | -           | -           | -           | 22     | 3      |
| 2008-gen. 2009        | GKS Jastrzębie        | I                     | 10         | 2          | CP              | 1               | 0               | -                  | -                  | -                  | -           | -           | -           | 11     | 2      |
| Totale GKS Jastrzębie | Totale GKS Jastrzębie | Totale GKS Jastrzębie | 32         | 5          |                 | 1               | 0               |                    | -                  | -                  |             | -           | -           | 33     | 5      |
| gen.-giu. 2009        | Piast                 | EK                    | 13         | 2          | CP              | 0               | 0               | -                  | -                  | -                  | -           | -           | -           | 13     | 2      |
| 2009-2010             | Piast                 | EK                    | 26         | 5          | CP              | 1               | 0               | -                  | -                  | -                  | -           | -           | -           | 27     | 5      |
| 2010-2011             | Zagłębie Lubin        | EK                    | 16         | 2          | CP              | 1               | 0               | -                  | -                  | -                  | -           | -           | -           | 17     | 2      |
| 2011-2012             | Zagłębie Lubin        | EK                    | 16         | 0          | CP              | 0               | 0               | -                  | -                  | -                  | -           | -           | -           | 16     | 0      |
| 2012-2013             | Zagłębie Lubin        | EK                    | 10         | 0          | CP              | 4               | 1               | -                  | -                  | -                  | -           | -           | -           | 14     | 1      |
| Totale Zaglebie Lubin | Totale Zaglebie Lubin | Totale Zaglebie Lubin | 42         | 2          |                 | 5               | 1               |                    | -                  | -                  |             | -           | -           | 47     | 3      |
| 2013-2014             | Piast                 | EK                    | 31         | 9          | CP              | 1               | 0               | UEL                | 1                  | 0                  | -           | -           | -           | 33     | 9      |
| 2014-2015             | Piast                 | EK                    | 35         | 20         | CP              | 2               | 0               | -                  | -                  | -                  | -           | -           | -           | 37     | 20     |
| Totale Piast Gliwicki | Totale Piast Gliwicki | Totale Piast Gliwicki | 105        | 36         |                 | 4               | 0               |                    | 1                  | 0                  |             | -           | -           | 110    | 36     |
| 2015-gen. 2016        | Carpi                 | A                     | 3          | 0          | CI              | 1               | 0               | -                  | -                  | -                  | -           | -           | -           | 4      | 0      |
| gen.-giu. 2016        | Brøndby               | SL                    | 13         | 5          | CD              | 2               | 0               | -                  | -                  | -                  | -           | -           | -           | 15     | 5      |
| 2016-2017             | Brøndby               | SL                    | 30         | 13         | CD              | 4               | 2               | UEL                | 8                  | 4                  | -           | -           | -           | 42     | 19     |
| 2017-2018             | Brøndby               | SL                    | 29         | 15         | CD              | 5               | 6               | UEL                | 4                  | 0                  | -           | -           | -           | 38     | 21     |
| Totale Brøndby        | Totale Brøndby        | Totale Brøndby        | 72         | 33         |                 | 11              | 8               |                    | 12                 | 4                  |             | -           | -           | 95     | 45     |
| Totale carriera       | Totale carriera       | Totale carriera       | 254        | 76         |                 | 22              | 9               |                    | 13                 | 4                  |             | -           | -           | 289    | 89     |

### Cronologia presenze e reti in nazionale
| Cronologia completa delle presenze e delle reti in nazionale ― Polonia | Cronologia completa delle presenze e delle reti in nazionale ― Polonia | Cronologia completa delle presenze e delle reti in nazionale ― Polonia | Cronologia completa delle presenze e delle reti in nazionale ― Polonia | Cronologia completa delle presenze e delle reti in nazionale ― Polonia | Cronologia completa delle presenze e delle reti in nazionale ― Polonia | Cronologia completa delle presenze e delle reti in nazionale ― Polonia | Cronologia completa delle presenze e delle reti in nazionale ― Polonia |
| Data                                                                   | Città                                                                  | In casa                                                                | Risultato                                                              | Ospiti                                                                 | Competizione                                                           | Reti                                                                   | Note                                                                   |
| ---------------------------------------------------------------------- | ---------------------------------------------------------------------- | ---------------------------------------------------------------------- | ---------------------------------------------------------------------- | ---------------------------------------------------------------------- | ---------------------------------------------------------------------- | ---------------------------------------------------------------------- | ---------------------------------------------------------------------- |
| 11-10-2016                                                             | Varsavia                                                               | Polonia                                                                | 2 – 1                                                                  | Armenia                                                                | Qual. Mondiali 2018                                                    | -                                                                      | 85’                                                                    |
| 14-11-2016                                                             | Breslavia                                                              | Polonia                                                                | 1 – 1                                                                  | Slovenia                                                               | Amichevole                                                             | -                                                                      | 46’                                                                    |
| 10-11-2017                                                             | Varsavia                                                               | Polonia                                                                | 0 – 0                                                                  | Uruguay                                                                | Amichevole                                                             | -                                                                      | 67’                                                                    |
| Totale                                                                 |                                                                        | Presenze                                                               | 3                                                                      |                                                                        | Reti                                                                   | 0                                                                      |                                                                        |

## Palmarès

### Club

#### Competizioni nazionali
- Coppa di Danimarca: 1

Brøndby: 2017-2018
- Campionato danese: 1

Copenaghen: 2021-2022

### Individuale
- Capocannoniere dell'Ekstraklasa: 1

2014-2015 (20 gol)
- Capocannoniere della Superligaen: 1

2019-2020 (17 gol)